# Sphingicampa distigma
Sphingicampa distigma är en fjärilsart som beskrevs av Walsingham 1864. Sphingicampa distigma ingår i släktet Sphingicampa och familjen påfågelsspinnare. Inga underarter finns listade i Catalogue of Life.